# That I Would Be Good
«That I Would Be Good» es una canción de la cantante canadiense Alanis Morissette. Primero apareció en 1998 en el álbum Supposed Former Infatuation Junkie. En 1999 fue grabada en versión acústica para el álbum en directo Alanis Unplugged. Fue lanzada como sencillo para dicho álbum el 8 de febrero de 2000, y aunque fue esta última la versión utilizada como sencillo, la versión de estudio fue que la que se incluyó en el álbum de grandes éxitos de Morissette The Collection de 2005.
La canción trata sobre los sentimientos de Morissette, como la inseguridad y la duda. Según la propia Morissette la canción fue escrita durante un tiempo en que había mucha gente en su casa y ella se retiró a su armario para escribir la letra. También confirmó que escribió la letra y la música en diferentes momentos.

## Lista de canciones
1. «That I Would Be Good» (MTV Unplugged) – 4:07
2. «Would Not Come» (Reverb live) – 4:11
3. «Forgiven» (Reverb live) – 5:11
4. «I Was Hoping» (99X live) – 4:37